# Калиново (Ічалківський район)
Кали́ново (рос. Калиново, ерз. Калиново) — село у складі Ічалківського району Мордовії, Росія. Входить до складу Ладського сільського поселення.

## Населення
Населення — 54 особи (2010; 120 у 2002).
Національний склад (станом на 2002 рік):
- росіяни — 91 %